# Michael Hadschieff
Michael Florian Hadschieff (Innsbruck, 5 de octubre de 1963) es un deportista austríaco que compitió en patinaje de velocidad sobre hielo.
Participó en cuatro Juegos Olímpicos de Invierno, entre los años 1984 y 1994, obteniendo dos medallas en Calgary 1988, plata en 10 000 m y bronce en 1500 m.
Ganó una medalla de bronce en el Campeonato Mundial de Patinaje de Velocidad sobre Hielo de 1987 y una medalla de plata en el Campeonato Europeo de Patinaje de Velocidad sobre Hielo de 1987.

## Palmarés internacional
| Juegos Olímpicos   | Juegos Olímpicos          | Juegos Olímpicos  | Juegos Olímpicos      |
| Año                | Lugar                     | Medalla           | Prueba                |
| ------------------ | ------------------------- | ----------------- | --------------------- |
| 1988               | Calgary (Canadá)          | Medalla de plata  | 10 000 m              |
| 1988               | Calgary (Canadá)          | Medalla de bronce | 1500 m                |
| Campeonato Mundial |                           |                   |                       |
| Año                | Lugar                     | Medalla           | Prueba                |
| 1987               | Heerenveen (Países Bajos) | Medalla de bronce | Clasificación general |
| Campeonato Europeo |                           |                   |                       |
| Año                | Lugar                     | Medalla           | Prueba                |
| 1987               | Trondheim (Noruega)       | Medalla de plata  | Clasificación general |